# Tipula (Vestiplex) aestiva
Tipula (Vestiplex) aestiva is een tweevleugelige uit de familie langpootmuggen (Tipulidae). De soort komt voor in het Palearctisch gebied.